# Encyocrypta neocaledonica
Encyocrypta neocaledonica là một loài nhện trong họ Barychelidae. Loài này phân bố ờ Nouvelle-Calédonie.